# Brøndborer
|  | Sammenskrivningsforslag Artiklen Brøndborer er foreslået føjet ind i Brøndboring. (Siden september 2019) Diskutér forslaget |

En Brøndborer er en erhvervsuddannet fagperson, der har som arbejde at udføre brøndborerarbejde. Opgaverne var fra gammel tid at bore efter vand, men blev siden suppleret med bl.a. at grundvandssænke, bore efter råstoffer, at undersøge jord for forurening samt at sløjfe boringer og brønde for at undgå forurening af grundvandet.
Brøndborer (Well Driller) er et lovreguleret erhverv og er omfattet af EU’s anerkendelsesdirektiv.
I Danmark er det er et krav fra Naturstyrelsen, at ledere i virksomheder, der udfører brøndborervirksomhed skal være i besiddelse af et A-bevis fra Byggeriets uddannelser, mens øvrige brøndborere skal have et B-bevis for at have tilladelse til at udføre brøndborerarbejde. 
Uddannelsen foregår i henhold til Miljø- og Fødevareministeriets bekendtgørelse om ”Uddannelse af personer, der udfører boringer på land”. Uddannelsen består blandt andet af lovgivning, grundlæggende geologi og hydrologi, geoteknik og geofysik. Derudover indgår boreteknikker, reparationer og sløjfninger af boringer samt indberetning af data til Danmarks og Grønlands Geologiske Undersøgelser. Foranstaltninger for at sikre grundvandet mod forurening er ligeledes en væsentlig kompetence.